# وندی مکه‌نا
وِندی مکه‌نا (انگلیسی: Wendy Makkena؛ زادهٔ ۴ اکتبر ۱۹۶۳) یک هنرپیشه اهل ایالات متحده آمریکا است. وی از سال ۱۹۸۶ میلادی تاکنون مشغول فعالیت بوده‌است.

## گزیدهٔ آثار

### سینما
- هشت مرد بیرونی (۱۹۸۸)
- کمپ ناکجاآباد (۱۹۹۴)
- وضعیت فعلی (۲۰۰۹)

### تلویزیون
- ان‌سی‌آی‌اس (۲۰۱۱ تا کنون)
- کدبانوهای وامانده (۲۰۰۹)
- قانون و نظم: واحد قربانیان ویژه (۲۰۰۹)
- چاک (۲۰۰۷)
- سی‌اس‌آی (۲۰۰۷)
- دکتر هاوس (۲۰۰۷)
- قانون و نظم (۱۹۹۱ و ۲۰۰۲)